# Reowirusy
Reowirusy (łac. Reoviridae, od ang. Respiratory Enteric Orphan ‘sieroce wirusy oddechowe i jelitowe’) – rodzina wirusów RNA, będących patogenami kręgowców (w tym człowieka), bezkręgowców oraz roślin. Mają kształt kuli o średnicy ok. 70 nm. Ich replikacja zachodzi w cytoplazmie. Ze względu na segmentację można wyróżnić tzw. elektroferotypy, które cechują się, ze względu na różnice w budowie segmentów RNA, odmienną prędkością ruchu w żelu podczas elektroforezy. Elektroferotypy nie są tożsame z serotypami.

## Systematyka
- Rodzina: Reoviridae (reowirusy)
  - Rodzaj Orthoreovirus
  - Rodzaj Orbivirus (orbiwirusy)
  - Rodzaj Rotavirus (rotawirusy)
    - Rotavirus A (RV-A)
    - Rotavirus B (RV-B)

  - Rodzaj Coltivirus
    - wirus gorączki kleszczowej Kolorado (CTFV, z ang. Colorado tick fever virus)

  - Rodzaj Aquareovirus
  - Rodzaj Cypovirus
    - Rodzaj Fijivirus – wyłącznie roślinne

  - Rodzaj Phytoreovirus – wyłącznie roślinne
  - Rodzaj Oryzavirus – wyłącznie roślinne

Dla człowieka chorobotwórcze są orbiwirusy, wirus gorączki kleszczowej Kolorado oraz rotawirusy. Pierwsze dwa wywołują choroby gorączkowe przenoszone przez stawonogi, natomiast rotawirusy powodują choroby biegunkowe.